# Fallicambarus burrisi
Fallicambarus burrisi là một loài tôm càng sông trong họ Cambaridae. Chúng thường được tìm thấy trong một khu vựa hạn chế ở đông nam Mississippi và tây nam Alabama.